# Ahmad At Tijânî Ibn Bâba Al 'Alawî
Shaykh Ahmad At Tijânî Ibn Bâba Al 'Alawî là một nhà thơ Mauritania. Ông thường được gọi là Ibn Ahmad Baba.
Ông là tác giả của nhiều bài thơ trong đó có cuốn sách nổi tiếng của ông về Tariqah Tijaniyyah có tựa đề Munyat Ul Murid, sau này được Shaykh Mohammed Larbi Sayeh bình luận, và một bài thơ hay về những người vợ của Muhammad.
Ông qua đời tại Medina năm 1888 và được chôn cất tại nghĩa trang Al Baqi nằm cạnh Al-Masjid an-Nabawi.